# Arphic Technology
Arphic Technology (文鼎科技 en chinois) est une fonderie typographique numérique taïwanaise fondée en 1990.
En 1999, Arphic publie les Arphic PL Fonts, une collection de quatre polices de caractères chinoises distribuée sous licence libre.
En 2010, Arphic publie deux polices sous licence libre supplémentaires.